# Melah Bīd
Melah Bīd (persiska: مله بید, Melahbīd) är en ort i Iran.   Den ligger i provinsen Kermanshah, i den nordvästra delen av landet, 400 km väster om huvudstaden Teheran. Melah Bīd ligger 1 874 meter över havet och antalet invånare är 104.
Terrängen runt Melah Bīd är kuperad. Runt Melah Bīd är det ganska tätbefolkat, med 185 invånare per kvadratkilometer. Närmaste större samhälle är Varmazān Somāq, 6,3 km sydväst om Melah Bīd. Trakten runt Melah Bīd består i huvudsak av gräsmarker.